# Rhynchosia tomentosa
Rhynchosia tomentosa är en ärtväxtart som först beskrevs av Carl von Linné, och fick sitt nu gällande namn av William Jackson Hooker och George Arnott Walker Arnott. Rhynchosia tomentosa ingår i släktet Rhynchosia och familjen ärtväxter.

## Underarter
Arten delas in i följande underarter:
- R. t. mollissima
- R. t. tomentosa